# Třída Monarch
Třída Monarch byla třída pobřežních bitevních lodí Rakousko-uherského námořnictva. Bývají rovněž řazeny mezi predreadnoughty, byly však výrazně menší. Celkem byly postaveny tři jednotky této třídy. Ve službě byly od roku 1897. Navzdory své zastaralosti se účastnily první světové války. Ve válce byla jedna potopena a zbývající po jejím skončení předány vítězům a sešrotovány. Třída Monarch představuje první sériově stavěné rakousko-uherské bitevní lodě. Jsou to rovněž první rakousko-uherské válečné lodě s výzbrojí umístěnou v uzavřených dělových věžích.

## Stavba
Kolem roku 1890 se mezi světovými námořnictvy prosadilo nové pojetí bitevní lodě, tzv. predreadnoughtu. Velitel rakousko-uherského námořnictva Maximilian Daublebsky von Sterneck požádal roku 1892 o prostředky na stavbu série tří pobřežních bitevních lodí, které byly koncepcí predreadnoughtů ovlivněny. Designérem plavidel byl inženýr Siegfried Popper, který navrhoval i další třídy rakousko-uherských bitevních lodí. Už v případě třídy Monarch se Popper snažil navrhnout plavidlo co nejsilnější vzhledem k dlouhodobému nedostatku financí a omezené kapacitě loděnic. Patrně se přitom inspiroval britskou konstrukční školou, neboť třída Monarch připomínala zmenšenou verzi soudobých britských plavidel (např. třídy Royal Sovereign). Celkem byly v letech 1893–1898 postaveny tři jednotky této třídy. Monarch a Wien postavila loděnice Stabilimento Tecnico Triestino (STT) v Terstu a poslední Budapest námořní arzenál v Pule.
Jednotky třídy Monarch:
| Jméno    | Loděnice | Založení kýlu     | Spuštěna       | Vstup do služby | Stav                                                 |
| -------- | -------- | ----------------- | -------------- | --------------- | ---------------------------------------------------- |
| Monarch  | STT      | 31. července 1893 |                | 11. května 1898 | Předána Velké Británii, sešrotována.                 |
| Wien     | STT      | 16. února 1893    |                | 13. května 1897 | 10. prosince 1917 torpédována italským člunem „MAS“. |
| Budapest | Pula     | 16. února 1893    | 27. dubna 1896 | 12. května 1898 | Předána Velké Británii, sešrotována.                 |

## Konstrukce

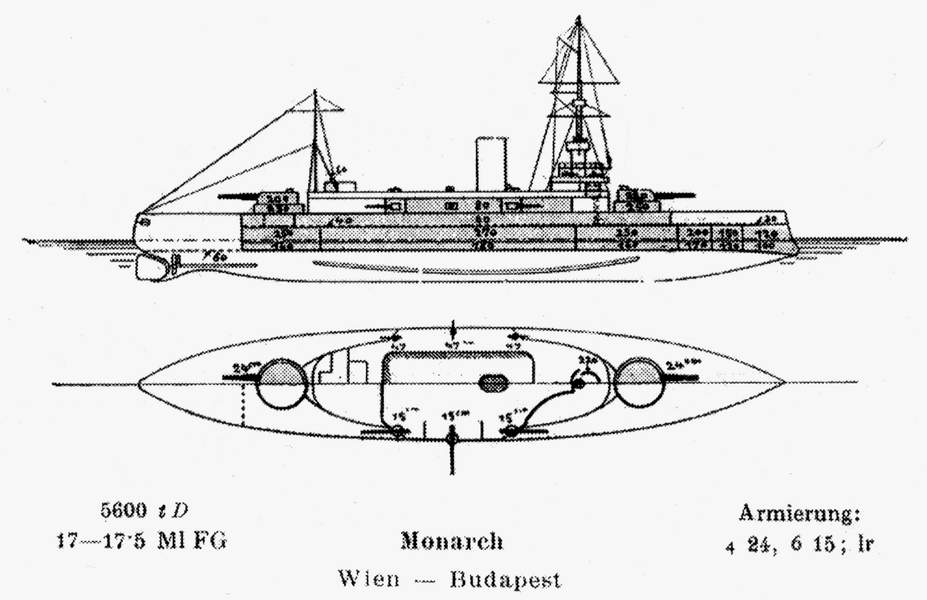
Základní uspořádání třídy Monarch

Plavidla svým vzhledem (nízký volný bok) připomínala monitory. Trup byl vybaven klounem. Hlavní výzbroj představovaly čtyři 24cm kanóny Krupp L/40 C94 ve dvou dvoudělových věžích. Výzbroj střední a malé ráže dodala Strojírna Škoda.. Sekundární výzbroj tvořilo šest 15cm kanónů Škoda L/40, umístěných v jednopatrové kasematě. Lodě dále nesly deset 4,7cm kanónů Škoda L/44, čtyři 47mm rychlopalné kanóny Hotchkiss L/33 a jeden vodou chlazený 8mm kulomet Škoda M1893. Výzbroj doplňovaly dva 450mm torpédomety se zásobou čtyř torpéd.
Pancéřování bylo dodáno Vítkovickými železárnami. Boční pancéřový pás měl sílu 120–270 mm. Kasematy měly sílu 80 mm, dělové věže 250 mm a velitelská věž 220 mm. Pancéřová paluba měla sílu 40 mm.
Pohonný systém plavidel Wien a Monarch tvořilo pět kotlů a dva parní stroje s trojnásobnou expanzí o výkonu 8000 hp, pohánějící dva třílisté lodní šrouby o průměru 4,42 m. Nejvyšší rychlost dosahovala 17,5 uzlu. Bitevní loď Budapest se lišila instalcí 16 kotlů Belleville, díky čemuž výkon pohonného systému stoupl na 9100 hp a rychlost plavidla dosahovala 17,8 uzlu. Neseno bylo 500 tun uhlí. Dosah byl 3500 námořních mil při rychlosti 9 uzlů.

### Modifikace

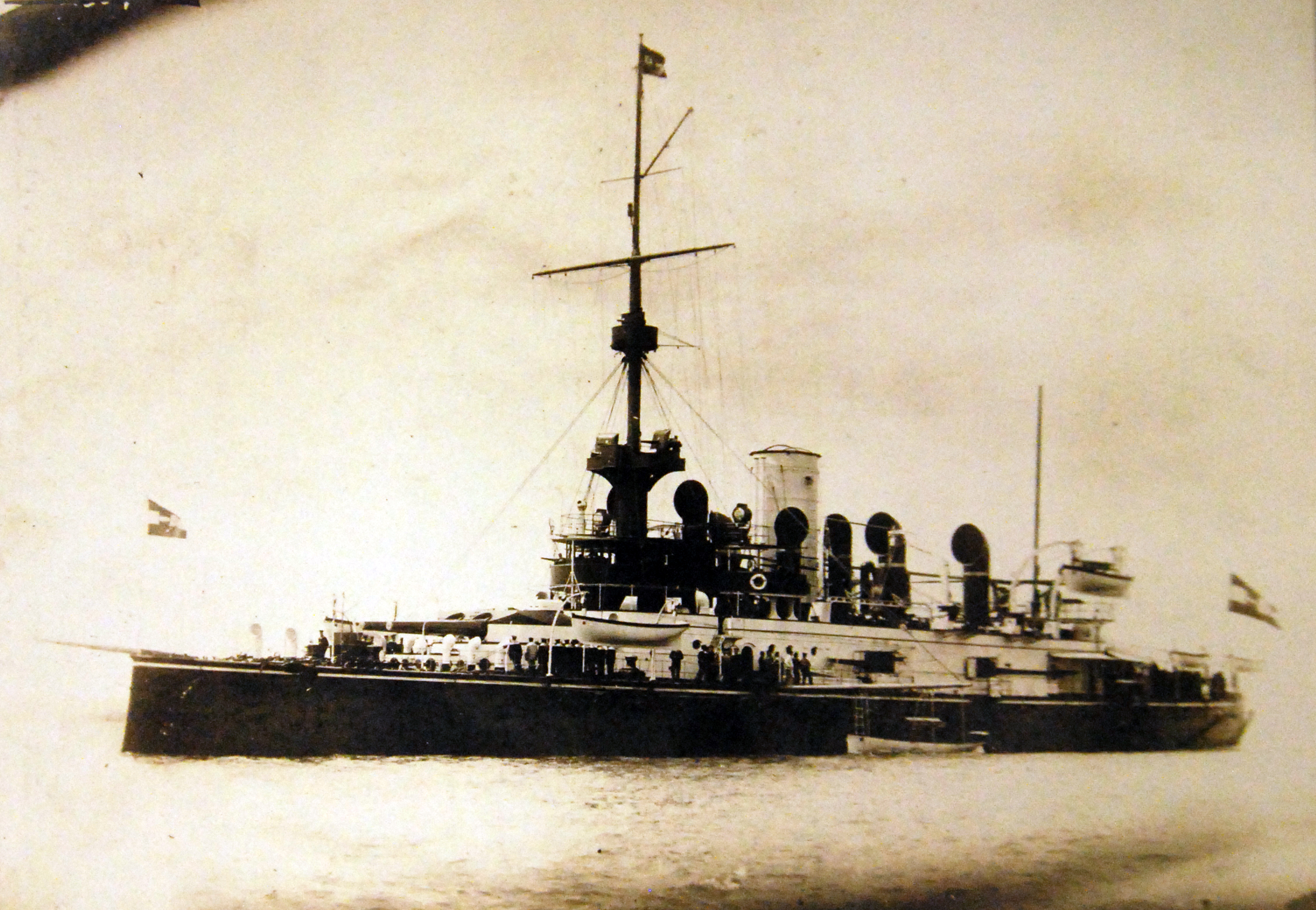
SMS Budapest

Roku 1917 byly jednotky Wien a Monarch vybaveny jedním protiletadlovým kanónem 7cm Škoda L/50 K 10 BAG. Roku 1918 byla přední dělová věž bitevní lodě Budapest pokusně odstraněna a nahrazena 38cm L/17 houfnicí Škoda. Plavidlo mělo být využito k ostřelování pobřeží. Zkoušky však prokázaly nízkou přesnost střelby, takže bylo od záměru ustoupeno a houfnice byla demontována.

## Služba

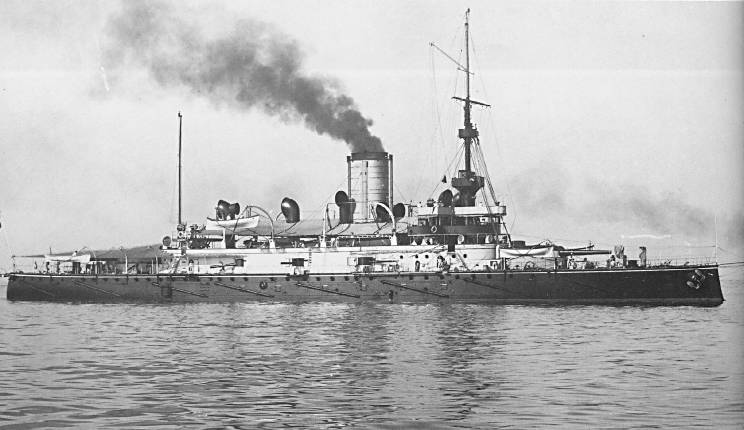
Budapest

Všechny tři lodě byly ve službě během první světové války, přičemž byly využívány zejména při výcviku a ostřelování pobřeží. Dokonce byly paradoxně za války nejvíce aktivní ze všech rakousko-uherských bitevních lodí. V září 1914 se Monarch, Wien a Budapest přesunuly z Puly do Boky Kotorské, aby se zapojily do ostřelování černohorských sil v okolí hory Lovćen. V oblasti se vedly boje i v následujících letech. V lednu 1916 obrněnec Budapest podporoval rozhodující rakousko-uherský útok na horu Lovćen.
Po bitvě u Caporetta v říjnu až listopadu 1917 se fronta posunula do italského vnitrozemí a stabilizovala na řece Piavě. Rakousko-uhersko-německý pokus o novou ofenzivu představovala bitva na Piavě, ve které byly při ostřelování pozemním cílů nasazeny i obrněnce Budapest a Wien. Dne 16. listopadu 1916 ostřelovaly Cortellazzo poblíž ústí Piavy. Přitom je neúspěšně napadlo pět italských torpédových člunů MAS.
Dne 10. prosince 1917 pronikly do zátoky Muggia v Terstu italské torpédové čluny MAS 9 (velitel Luigi Rizzo) a MAS 13 (Andrea Ferrarini), kde svá torpéda vypustily na Wien a Budapest. Zatímco Wien obě torpéda zasáhla, torpéda mířící na Budapest cíl minula. Wien se během pěti minut převrátil, přičemž zemřelo 46 členů posádky.
Budapest a Monarch byly ještě za války vyřazeny. Uvolněné posádky byly potřebné zejména u ponorek. Po válce obě bitevní lodě získala Velká Británie, která je následně nechala sešrotovat.